# Mats Wiking
Mats Josef Gunnar Viking, född 17 november 1961 i Othems församling i Gotlands län, är en svensk politiker (socialdemokrat). Han är ordinarie riksdagsledamot sedan 2018, invald för Västra Götalands läns norra valkrets.

## Biografi
Wiking engagerade sig i Socialdemokraterna i början av 1980-talet när han bodde i Stockholm. När han några år senare flyttade till Trollhättan fick han förtroendet att arbeta med skolfrågor. 1992 valdes han till ordförande i utbildningsnämnden och sedan dess har han arbetat med utbildningsfrågor.[källa behövs]
Wiking är utbildad  familjeterapeut och har arbetat som familjerådgivare, skolkurator och butiksanställd. Han är en av Trollhättans representanter i det nationella nätverket Healthy Cities. Wiking sitter i kommunfullmäktige i Trollhättan och har tidigare varit ordförande i utbildnings, kultur- och fritidsnämnden i Trollhättan under perioden 1994–2018.
Han är ordinarie riksdagsledamot sedan valet 2018. I riksdagen är Wiking ledamot i utbildningsutskottet sedan 2022. Han är ledamot i Utbildningsutskottet och är suppleant i bland annat EU-nämnden,, socialutskottet och Nordiska rådets svenska delegation.